# Constructieprincipes
Constructieprincipes zijn algemene, in een bepaald vakgebied, wetenswaardigheden.
Binnen een vakgebied gelden lessen, geleerd uit het verleden, waaraan een bepaalde constructie dient te voldoen.

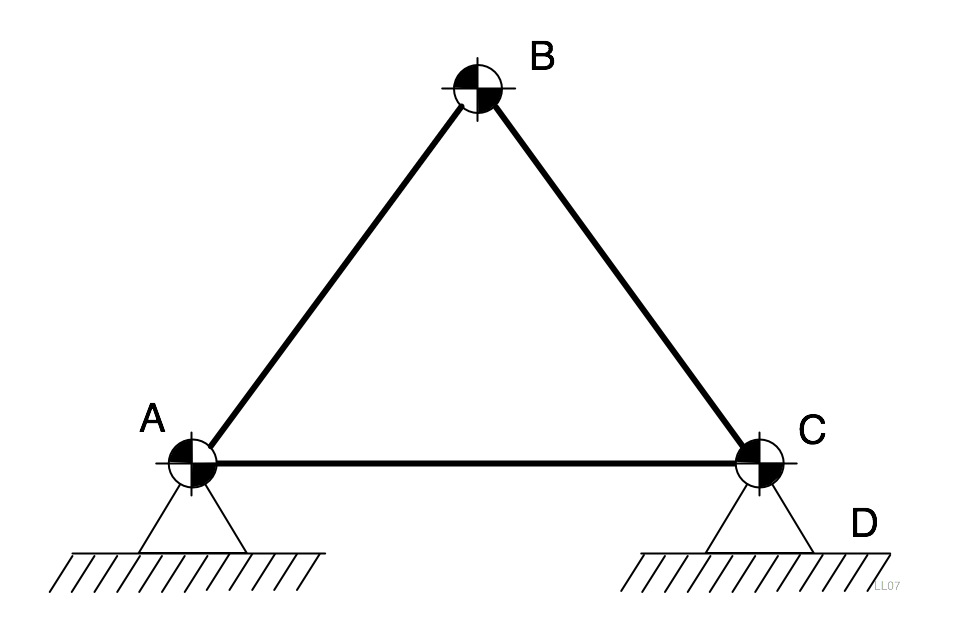
De driehoek is een constructieprincipe voor een stabiele vorm.

Een voorbeeld van zo een constructieprincipe in het vakgebied werktuigbouwkunde is dat de driehoek in een constructie vormstabiel is. Zie de figuur. Op een ondergrond D zijn de knooppunten A en C bevestigd. Knooppunt B, van het driehoekige vakwerk A B C, is daardoor gefixeerd (vormstabiel). Een ander voorbeeld van een constructieprincipe is dat een materiaal wat kan roesten, bij blootstelling aan de buitenlucht, voorzien dient te zijn van een beschermlaag. In elk vakgebied bestaan er een verzameling van dit soort constructieprincipes die algemeen toepasbaar zijn. In wezen zijn constructieprincipes ervaringsgegevens die aangeven hoe een bepaald probleem, of een bepaald ontwerp het beste gerealiseerd kan worden. Het niet toepassen van algemeen geldige constructieprincipes binnen een vakgebied kan leiden tot het uitsluiting van het beoefenen van het vak.
In een levend vakgebied bestaan er discussies omtrent nieuwe, vervallen of gewijzigde constructieprincipes. Deze discussies zijn een essentieel onderdeel  voor de noodzakelijke professionalisering van het vakgebied.
Vaak geven leveranciers van producten informatie in de vorm van constructieprincipes. Deze constructieprincipes geven dan informatie hoe het (hun) product het beste gebruikt of toegepast kan worden. De leveranciers hopen op deze manier hun product te kunnen verkopen.

## Opleiding
In het onderwijs worden de constructieprincipes, als voorbereiding op het uitoefenen van het vak, onderwezen. Bij de aanvang in een bepaald vakgebied wordt de leerling vaak gekoppeld aan een ervaren vakman of vakvrouw. De ervaren vakman of vakvrouw brengt op deze manier zijn of haar kennis van het betreffende vakgebied op de onervaren leerling over (het gilde meester principe). Deze manier van opleiden komt vrijwel in elk vakgebied voor. In de bouw is het de leerling die met de vakman mee loopt.

## Onderverdeling
Constructieprincipes zijn onder te verdelen in:
- Algemene of universele. Dit zijn constructieprincipes waarover in het betreffende vakgebied algemene overeenstemming bestaat.
- Materiaal gebonden. Voor hout gelden andere constructieprincipes dan voor metaal. Bij een nieuw materiaal is het dan ook niet vanzelfsprekend dat bestaande constructieprincipes toepasbaar zijn.
- Weetjes. In de vliegtuigbouw geldt het gezegde dat je ‘nooit een nieuwe motor in een nieuwe kist moet leggen’. Hiermee wordt aangegeven dat de hoeveelheid variabelen bij een wijziging van constructieprincipes dusdanig toeneemt dat het vragen om problemen is.

## Normering
Als constructieprincipes algemeen aanvaard zijn dan is het mogelijk deze op te nemen in een normering. Deze genormeerde constructieprincipes kunnen dan in ontwerpspecificaties worden voorgeschreven. Hierdoor neemt de kwaliteit van het ontwerp toe. 

## Patenten
Nieuwe constructieprincipes kunnen door het aanvragen van een patent publiekelijk gemaakt worden. Het patent maakt het dan mogelijk, dat de bedenker(s) van het nieuwe constructieprincipe hun investering te gelde kunnen maken.

## Voorbeelden
Constructieprincipes voor het nauwkeurig bewegen en positioneren ISBN 978-90-5574-610-1

## Geschiedenis

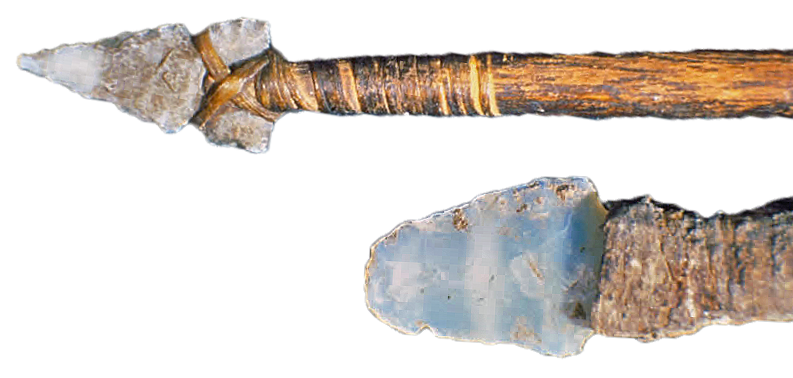
Het vastbinden van de steen aan de speer is een voorbeeld van een constructieprincipe.

Het toepassen van constructieprincipes is zo oud als de mensheid. Het vastbinden van een pijlpunt op een speer en de bouw van een Romeinse brug zijn hier voorbeelden van.